# Ouani Airport
Ouani Airport är en flygplats i Komorerna.   Den ligger i distriktet Anjouan, i den centrala delen av landet, 140 km öster om huvudstaden Moroni. Ouani Airport ligger 18 meter över havet. Den ligger på ön Anjouan.
Terrängen runt Ouani Airport är kuperad åt nordost, men åt sydost är den bergig. Havet är nära Ouani Airport åt nordväst. Runt Ouani Airport är det tätbefolkat, med 790 invånare per kvadratkilometer. Närmaste större samhälle är Ouani, 0,72 km sydväst om Ouani Airport. 